# Daïra de Tichy
La daïra de Tichy est une circonscription administrative algérienne située dans la wilaya de Béjaïa et la région de Petite Kabylie. Son chef-lieu est situé sur la commune éponyme de Tichy.
La daïra regroupe les trois communes de Boukhelifa, Tala Hamza et Tichy.

## Géographie

### Localisation
| Béjaïa   | Mer Méditerranée           | Mer Méditerranée           |
| Amizour  | daïra de Tichy             | Aokas                      |
| Barbacha | Bouandas (Wilaya de Sétif) | Bouandas (Wilaya de Sétif) |